# میشفا
میشِفا (به مجاری:  Misefa) یک شهرداری در مجارستان است که در ناحیه ژالائگرسگ واقع شده‌است. میشفا ۶٫۵۱ کیلومتر مربع مساحت و ۳۰۲ نفر جمعیت دارد.